# Honcearîha, Stara Sîneava
Honcearîha (în ucraineană Гончариха) este un sat în comuna Paplînți din raionul Stara Sîneava, regiunea Hmelnîțkîi, Ucraina.

## Demografie
Componența lingvistică a localității Honcearîha
     Ucraineană (98,37%)
     Rusă (1,63%)
Conform recensământului din 2001, majoritatea populației localității Honcearîha era vorbitoare de ucraineană (98,37%), existând în minoritate și vorbitori de rusă (1,63%).